# San-Giovanni-di-Moriani
San-Giovanni-di-Moriani (kors. San Ghjuvanni di Moriani) – miejscowość i gmina we Francji, w regionie Korsyka, w departamencie Górna Korsyka.
Według danych na rok 1990 gminę zamieszkiwały 73 osoby, a gęstość zaludnienia wynosiła 7 osób/km².